# Neuquenia
Genre
Neuquenia est un genre d'araignées aranéomorphes de la famille des Amaurobiidae.

## Distribution
Les espèces de ce genre sont endémiques d'Argentine.

## Liste des espèces
Selon World Spider Catalog (version 17.5, 12/09/2016) :
- Neuquenia pallida Mello-Leitão, 1940
- Neuquenia paupercula (Simon, 1905)

## Publication originale
- Mello-Leitão, 1940 : Arañas de la provincia de Buenos Aires y de las gobernaciones de La Pampa, Neuquén, Río Negro y Chubut. Revista del Museo de La Plata (Nueva Serie), Zoología, La Plata, vol. 2, n. 9, p. 3-62.